# تريسي نيلسون
تريسي نيلسون (بالإنجليزية: Tracy Nelson)‏ هي مغنية ومغنية مؤلفة أمريكية، ولدت في 27 ديسمبر 1944 في ماديسون في الولايات المتحدة.

## وصلات خارجية
- الموقع الرسمي
- تريسي نيلسون على موقع IMDb (الإنجليزية)
- تريسي نيلسون على موقع ميوزك برينز (الإنجليزية)
- تريسي نيلسون على موقع أول ميوزيك (الإنجليزية)
- تريسي نيلسون على موقع ديسكوغز (الإنجليزية)
- تريسي نيلسون على موقع ديسكوغز (الإنجليزية)
- تريسي نيلسون على موقع قاعدة بيانات الفيلم (الإنجليزية)